# 24 Ore di Le Mans 2025

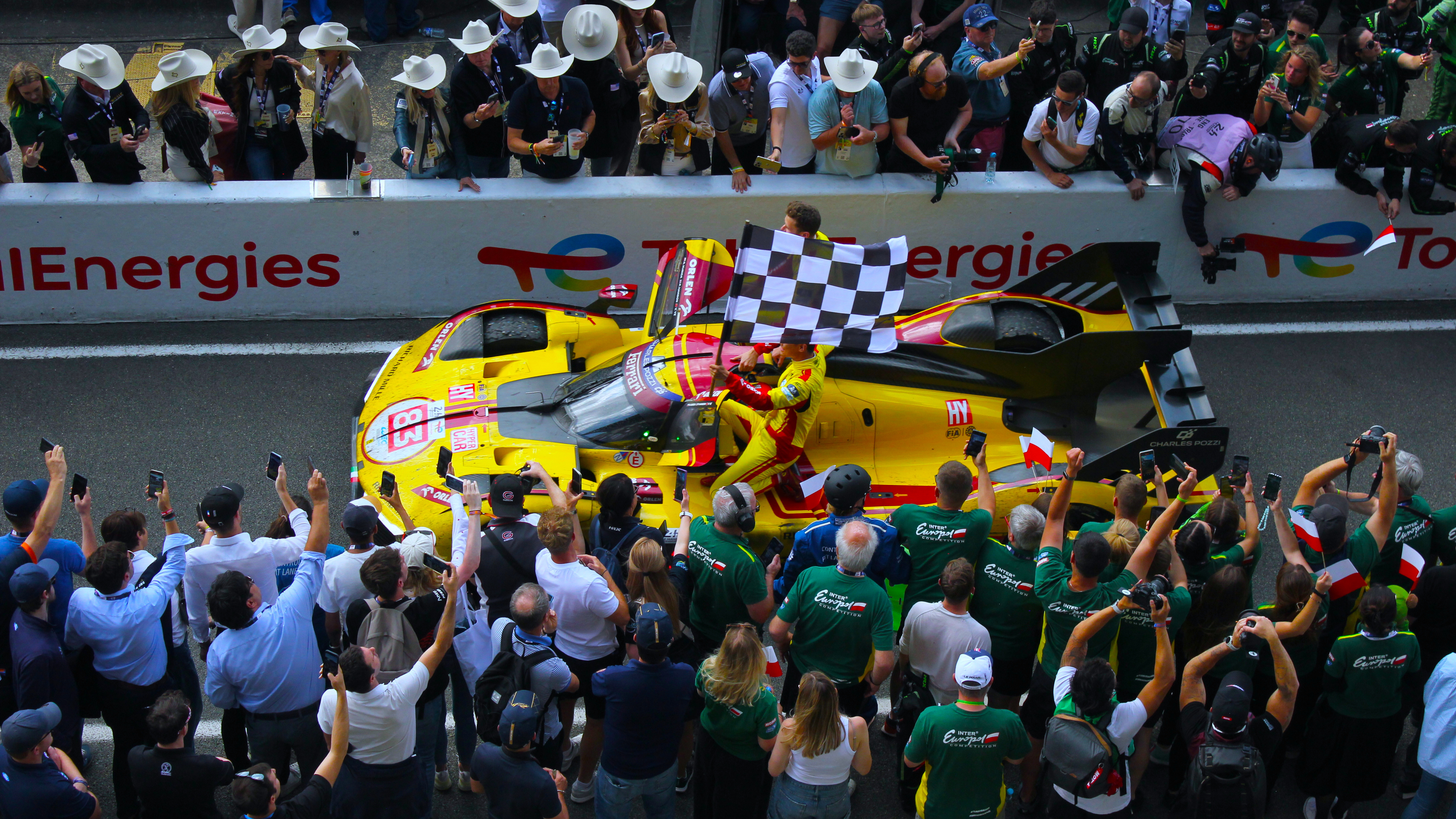
Il team piacentino AF Corse, con la vettura n. 83, consegue la terza vittoria assoluta consecutiva per la Ferrari 499P a Le Mans.

La 24 Ore di Le Mans 2025 è stata la 93ª edizione della maratona automobilistica francese, organizzata dall'A.C.O. (Automobile Club de l'Ouest), e svoltasi sul Circuit des 24 Heures du Mans. Si tratta inoltre del quarto appuntamento del mondiale endurance 2025. La gara si è svolta sul circuito francese tra il 14 e il 15 giugno.

## Programma
| Data                 | Ora locale (CEST) | Evento         |
| -------------------- | ----------------- | -------------- |
| Mercoledì, 11 giugno | 14:00 - 17:00     | Prove libere 1 |
| Mercoledì, 11 giugno | 19:00 - 20:00     | Qualifiche     |
| Mercoledì, 11 giugno | 22:00 - 00:00     | Prove libere 2 |
| Giovedì, 12 giugno   | 15:00 - 18:00     | Prove libere 3 |
| Giovedì, 12 giugno   | 20:00 - 20:30     | Hyperpole      |
| Giovedì, 12 giugno   | 22:00 - 23:00     | Prove libere 4 |
| Sabato, 14 giugno    | 16:00             | Gara           |
| Domenica, 15 giugno  | 16:00             | Fine gara      |

## Elenco iscritti
Di seguito l'elenco degli iscritti:
| #   | Squadra                   | Auto                  | Pneumatici | Serie | Pilota 1              | Pilota 2            | Pilota 3              |
| --- | ------------------------- | --------------------- | ---------- | ----- | --------------------- | ------------------- | --------------------- |
| 007 | Aston Martin THOR Team    | Aston Martin Valkyrie | M          | WEC   | Harry Tincknell       | Tom Gamble          | Ross Gunn             |
| 009 | Aston Martin THOR Team    | Aston Martin Valkyrie | M          | WEC   | Marco Sørensen        | Alex Riberas        | Roman De Angelis      |
| 4   | Porsche Penske Motorsport | Porsche 963           | M          | IMSA  | Pascal Wehrlein       | Felipe Nasr         | Nick Tandy            |
| 5   | Porsche Penske Motorsport | Porsche 963           | M          | WEC   | Mathieu Jaminet       | Michael Christensen | Julien Andlauer       |
| 6   | Porsche Penske Motorsport | Porsche 963           | M          | WEC   | Matt Campbell         | Kévin Estre         | Laurens Vanthoor      |
| 7   | Toyota Gazoo Racing       | Toyota GR010 Hybrid   | M          | WEC   | Mike Conway           | Nyck de Vries       | Kamui Kobayashi       |
| 8   | Toyota Gazoo Racing       | Toyota GR010 Hybrid   | M          | WEC   | Sébastien Buemi       | Brendon Hartley     | Ryō Hirakawa          |
| 12  | Cadillac Hertz Team Jota  | Cadillac V-Series.R   | M          | WEC   | Norman Nato           | Will Stevens        | Alex Lynn             |
| 15  | BMW M Team WRT            | BMW M Hybrid V8       | M          | WEC   | Raffaele Marciello    | Kevin Magnussen     | Dries Vanthoor        |
| 20  | BMW M Team WRT            | BMW M Hybrid V8       | M          | WEC   | Robin Frijns          | René Rast           | Sheldon van der Linde |
| 35  | Alpine Endurance Team     | Alpine A424           | M          | WEC   | Paul-Loup Chatin      | Ferdinand Habsburg  | Charles Milesi        |
| 36  | Alpine Endurance Team     | Alpine A424           | M          | WEC   | Jules Gounon          | Frédéric Makowiecki | Mick Schumacher       |
| 38  | Cadillac Hertz Team Jota  | Cadillac V-Series.R   | M          | WEC   | Earl Bamber           | Sébastien Bourdais  | Jenson Button         |
| 50  | Ferrari AF Corse          | Ferrari 499P          | M          | WEC   | Antonio Fuoco         | Nicklas Nielsen     | Miguel Molina         |
| 51  | Ferrari AF Corse          | Ferrari 499P          | M          | WEC   | Alessandro Pier Guidi | Antonio Giovinazzi  | James Calado          |
| 83  | AF Corse                  | Ferrari 499P          | M          | WEC   | Robert Kubica         | Ye Yifei            | Philip Hanson         |
| 93  | Peugeot TotalEnergies     | Peugeot 9X8           | M          | WEC   | Mikkel Jensen         | Jean-Éric Vergne    | Paul di Resta         |
| 94  | Peugeot TotalEnergies     | Peugeot 9X8           | M          | WEC   | Stoffel Vandoorne     | Malthe Jakobsen     | Loïc Duval            |
| 99  | Proton Competition        | Porsche 963           | M          | WEC   | Nicolás Varrone       | Nico Pino           | Neel Jani             |
| 101 | Cadillac WTR              | Cadillac V-Series.R   | M          | IMSA  | Filipe Albuquerque    | Jordan Taylor       | Ricky Taylor          |
| 311 | Cadillac Whelen           | Cadillac V-Series.R   | M          | IMSA  | Jack Aitken           | Felipe Drugovich    | Frederik Vesti        |

| #   | Squadra                   | Auto            | Pneumatici | Serie | Pilota 1             | Pilota 2                 | Pilota 3                 |
| --- | ------------------------- | --------------- | ---------- | ----- | -------------------- | ------------------------ | ------------------------ |
| 9   | Iron Lynx-Proton          | Oreca 07-Gibson | G          | ELMS  | Jonas Ried           | Macéo Capietto           | Reshad de Gerus          |
| 11  | Proton Competition        | Oreca 07-Gibson | G          | ELMS  | Giorgio Roda         | René Binder              | Bent Viscaal             |
| 16  | RLR M Sport               | Oreca 07-Gibson | G          | INV   | Michael Jensen       | Ryan Cullen              | Patrick Pilet            |
| 18  | IDEC Sport                | Oreca 07-Gibson | G          | ELMS  | Jamie Chadwick       | Mathys Jaubert           | André Lotterer           |
| 22  | United Autosports         | Oreca 07-Gibson | G          | ELMS  | Renger van der Zande | Pietro Fittipaldi        | David Heinemeier Hansson |
| 23  | United Autosports         | Oreca 07-Gibson | G          | ELMS  | Daniel Schneider     | Oliver Jarvis            | Ben Hanley               |
| 24  | Nielsen Racing            | Oreca 07-Gibson | G          | ELMS  | Naveen Rao           | Cem Bölükbaşı            | Colin Braun              |
| 25  | Algarve Pro Racing        | Oreca 07-Gibson | G          | ELMS  | Matthias Kaiser      | Lorenzo Fluxá            | Théo Pourchaire          |
| 28  | IDEC Sport                | Oreca 07-Gibson | G          | ELMS  | Paul Lafargue        | Job van Uitert           | Sebastian Alvarez        |
| 29  | TDS Racing                | Oreca 07-Gibson | G          | ELMS  | Rodrigo Sales        | Mathias Beche            | Clément Novalak          |
| 34  | Inter Europol Competition | Oreca 07-Gibson | G          | INV   | Nick Boulle          | Jean-Baptiste Simmenauer | Luca Ghiotto             |
| 37  | CLX Pure Racing           | Oreca 07-Gibson | G          | ELMS  | Alex Malykhin        | Tom Blomqvist            | Tristan Vautier          |
| 43  | Inter Europol Competition | Oreca 07-Gibson | G          | INV   | Jakub Śmiechowski    | Tom Dillmann             | Nick Yelloly             |
| 45  | Algarve Pro Racing        | Oreca 07-Gibson | G          | INV   | George Kurtz         | Nicky Catsburg           | Alex Quinn               |
| 48  | VDS Panis Racing          | Oreca 07-Gibson | G          | ELMS  | Oliver Gray          | Esteban Masson           | Franck Perera            |
| 183 | AF Corse                  | Oreca 07-Gibson | G          | INV   | François Perrodo     | Matthieu Vaxivière       | António Félix da Costa   |
| 199 | AO by TF                  | Oreca 07-Gibson | G          | ELMS  | P. J. Hyett          | Dane Cameron             | Louis Delétraz           |

| #   | Squadra                | Auto                         | Pneumatici | Serie | Pilota 1          | Pilota 2              | Pilota 3             |
| --- | ---------------------- | ---------------------------- | ---------- | ----- | ----------------- | --------------------- | -------------------- |
| 10  | Racing Spirit of Léman | Aston Martin Vantage GT3 Evo | G          | WEC   | Derek DeBoer      | Valentin Hasse-Clot   | Eduardo Barrichello  |
| 13  | AWA Racing             | Chevrolet Corvette Z06 GT3.R | G          | INV   | Orey Fidani       | Lars Kern             | Matthew Bell         |
| 21  | Vista AF Corse         | Ferrari 296 GT3              | G          | WEC   | François Heriau   | Simon Mann            | Alessio Rovera       |
| 27  | Heart of Racing Team   | Aston Martin Vantage GT3 Evo | G          | WEC   | Ian James         | Mattia Drudi          | Zacharie Robichon    |
| 31  | The Bend Team WRT      | BMW M4 GT3                   | G          | WEC   | Yasser Shahin     | Timur Boguslavskij    | Augusto Farfus       |
| 33  | TF Sport               | Chevrolet Corvette Z06 GT3.R | G          | WEC   | Ben Keating       | Jonny Edgar           | Daniel Juncadella    |
| 46  | Team WRT               | BMW M4 GT3                   | G          | WEC   | Ahmad Al Harthy   | Valentino Rossi       | Kelvin van der Linde |
| 54  | Vista AF Corse         | Ferrari 296 GT3              | G          | WEC   | Thomas Flohr      | Francesco Castellacci | Davide Rigon         |
| 57  | Kessel Racing          | Ferrari 296 GT3              | G          |       | Takeshi Kimura    | Daniel Serra          | Casper Stevenson     |
| 59  | United Autosports      | McLaren 720S GT3 Evo         | G          | WEC   | James Cottingham  | Grégoire Saucy        | Sébastien Baud       |
| 60  | Iron Lynx              | Mercedes-AMG GT3 Evo         | G          | WEC   | Claudio Schiavoni | Matteo Cressoni       | Matteo Cairoli       |
| 61  | Iron Lynx              | Mercedes-AMG GT3 Evo         | G          | WEC   | Martin Berry      | Lin Hodenius          | Maxime Martin        |
| 63  | Iron Lynx              | Mercedes-AMG GT3 Evo         | G          | INV   | Stephen Grove     | Brenton Grove         | Luca Stolz           |
| 77  | Proton Competition     | Ford Mustang GT3             | G          | WEC   | Bernardo Sousa    | Ben Tuck              | Benjamin Barker      |
| 78  | Akkodis ASP Team       | Lexus RC F GT3               | G          | WEC   | Arnold Robin      | Ben Barnicoat         | Finn Gehrsitz        |
| 81  | TF Sport               | Chevrolet Corvette Z06 GT3.R | G          | WEC   | Tom van Rompuy    | Rui Andrade           | Charlie Eastwood     |
| 85  | Iron Dames             | Porsche 911 GT3 R (992)      | G          | WEC   | Célia Martin      | Rahel Frey            | Michelle Gatting     |
| 87  | Akkodis ASP Team       | Lexus RC F GT3               | G          | WEC   | Petru Umbrărescu  | José María López      | Clemens Schmid       |
| 88  | Proton Competition     | Ford Mustang GT3             | G          | WEC   | Stefano Gattuso   | Gianmarco Levorato    | Dennis Olsen         |
| 90  | Manthey                | Porsche 911 GT3 R (992)      | G          | INV   | Antares Au        | Loek Hartog           | Klaus Bachler        |
| 92  | Manthey 1st Phorm      | Porsche 911 GT3 R (992)      | G          | WEC   | Ryan Hardwick     | Ricardo Pera          | Richard Lietz        |
| 95  | United Autosports      | McLaren 720S GT3 Evo         | G          | WEC   | Darren Leung      | Sean Gelael           | Marino Satō          |
| 150 | Richard Mille AF Corse | Ferrari 296 GT3              | G          |       | Custodio Toledo   | Lilou Wadoux          | Riccardo Agostini    |
| 193 | Ziggo Sport Tempesta   | Ferrari 296 GT3              | G          | INV   | Jonathan Hui      | Chris Froggatt        | Eddie Cheever        |

## Risultati delle prove
Equipaggi con il miglior tempo nella propria categoria
Prove libere 1
| No. | Squadra                   | Categoria   | Auto                | Tempo    |
| --- | ------------------------- | ----------- | ------------------- | -------- |
| 38  | Cadillac Hertz Team Jota  | Hypercar    | Cadillac V-Series.R | 3'25.148 |
| 43  | Inter Europol Competition | LMP2        | Oreca 07            | 3'37.125 |
| 16  | RLR MSport                | LMP2 Pro-Am | Oreca 07            | 3'36.888 |
| 78  | Akkodis ASP Team          | LMGT3       | Lexus RC F GT3      | 3'57.248 |

Prove libere 2
| No. | Squadra             | Categoria   | Auto                | Tempo    |
| --- | ------------------- | ----------- | ------------------- | -------- |
| 8   | Toyota Gazoo Racing | Hypercar    | Toyota GR010 Hybrid | 3'26.156 |
| 22  | United Autosports   | LMP2        | Oreca 07            | 3'38.644 |
| 199 | AO by TF            | LMP2 Pro-Am | Oreca 07            | 3'37.515 |
| 87  | Akkodis ASP Team    | LMGT3       | Lexus RC F GT3      | 3'55.422 |

Prove libere 3
| No. | Squadra                   | Categoria   | Auto                             | Tempo    |
| --- | ------------------------- | ----------- | -------------------------------- | -------- |
| 5   | Porsche Penske Motorsport | Hypercar    | Porsche 963                      | 3'24.717 |
| 43  | Inter Europol Competition | LMP2        | Oreca 07                         | 3'37.563 |
| 29  | TDS Racing                | LMP2 Pro-Am | Oreca 07                         | 3'36.827 |
| 27  | Heart of Racing Team      | LMGT3       | Aston Martin Vantage AMR GT3 Evo | 3'55.897 |

Prove libere 4
| No. | Squadra          | Categoria   | Auto           | Tempo    |
| --- | ---------------- | ----------- | -------------- | -------- |
| 83  | AF Corse         | Hypercar    | Ferrari 499P   | 3'26.523 |
| 48  | VDS Panis Racing | LMP2        | Oreca 07       | 3'38.302 |
| 29  | TDS Racing       | LMP2 Pro-Am | Oreca 07       | 3'38.930 |
| 87  | Akkodis ASP Team | LMGT3       | Lexus RC F GT3 | 3'55.057 |

## Qualifiche
In Grassetto sono segnati i team che hanno raggiunto la Pole position di classe. 
| Pos.  | Classe   | #   | Team                      | Qualifica | Hyperpole 1 | Hyperpole 2 | Griglia |
| ----- | -------- | --- | ------------------------- | --------- | ----------- | ----------- | ------- |
| 1     | Hypercar | 12  | Cadillac Hertz Team Jota  | 3:22.847  | 3:23.641    | 3:23.166    | 1       |
| 2     | Hypercar | 38  | Cadillac Hertz Team Jota  | 3:23.467  | 3:23.141    | 3:23.333    | 2       |
| 3     | Hypercar | 5   | Porsche Penske Motorsport | 3:23.544  | 3:23.979    | 3:23.475    | 3       |
| 4     | Hypercar | 15  | BMW M Team WRT            | 3:22.877  | 3:24.061    | 3:23.659    | 4       |
| 5     | Hypercar | 4   | Porsche Penske Motorsport | 3:24.584  | 3:23.547    | 3:23.983    | 5       |
| 6     | Hypercar | 20  | BMW M Team WRT            | 3:23.805  | 3:23.250    | 3:24.009    | 6       |
| 7     | Hypercar | 50  | Ferrari AF Corse          | 3:23.514  | 3:23.273    | 3:24.213    | 7       |
| 8     | Hypercar | 311 | Cadillac Whelen           | 3:23.890  | 3:22.742    | 3:24.380    | 8       |
| 9     | Hypercar | 36  | Alpine Endurance Team     | 3:23.945  | 3:23.462    | 3:24.398    | 9       |
| 10    | Hypercar | 8   | Toyota Gazoo Racing       | 3:23.988  | 3:23.546    | No tempo    | 10      |
| 11    | Hypercar | 51  | Ferrari AF Corse          | 3:23.163  | 3:24.143    |             | 11      |
| 12    | Hypercar | 35  | Alpine Endurance Team     | 3:24.667  | 3:24.153    |             | 12      |
| 13    | Hypercar | 83  | AF Corse                  | 3:23.994  | 3:24.327    |             | 13      |
| 14    | Hypercar | 101 | Cadillac WTR              | 3:24.030  | 3:24.811    |             | 14      |
| 15    | Hypercar | 009 | Aston Martin THOR Team    | 3:24.869  | 3:25.258    |             | 15      |
| 16    | Hypercar | 7   | Toyota Gazoo Racing       | 3:25.062  |             |             | 16      |
| 17    | Hypercar | 94  | Peugeot TotalEnergies     | 3:25.240  |             |             | 17      |
| 18    | Hypercar | 93  | Peugeot TotalEnergies     | 3:25.494  |             |             | 18      |
| 19    | Hypercar | 99  | Proton Competition        | 3:25.527  |             |             | 19      |
| 20    | Hypercar | 007 | Aston Martin THOR Team    | 3:26.349  |             |             | 20      |
| DSQ   | Hypercar | 6   | Porsche Penske Motorsport | 3:23.640  |             |             | 21      |
|       |          |     |                           |           |             |             |         |
| 22    | LMP2     | 29  | TDS Racing                | 3:36.163  | 3:35.933    | 3:35.062    | 22      |
| 23    | LMP2     | 43  | Inter Europol Competition | 3:36.958  | 3:34.657    | 3:35.333    | 23      |
| 24    | LMP2     | 199 | AO by TF                  | 3:35.472  | 3:35.298    | 3:35.421    | 24      |
| 25    | LMP2     | 23  | United Autosports         | 3:35.657  | 3:36.463    | 3:35.459    | 25      |
| 26    | LMP2     | 22  | United Autosports         | 3:36.536  | 3:35.473    | 3:35.615    | 26      |
| 27    | LMP2     | 37  | CLX Pure Racing           | 3:37.652  | 3:36.365    | 3:36.184    | 27      |
| 28    | LMP2     | 183 | AF Corse                  | 3:37.394  | 3:36.323    | 3:36.993    | 28      |
| 29    | LMP2     | 16  | RLR M Sport               | 3:37.119  | 3:36.468    | 3:38.992    | 29      |
| 30    | LMP2     | 28  | IDEC Sport                | 3:37.004  | 3:36.675    |             | 30      |
| 31    | LMP2     | 45  | Algarve Pro Racing        | 3:36.612  | 3:37.120    |             | 31      |
| 32    | LMP2     | 48  | VDS Panis Racing          | 3:36.588  | 3:36.844    |             | 32      |
| 33    | LMP2     | 25  | Algarve Pro Racing        | 3:36.612  | 3:37.120    |             | 33      |
| 34    | LMP2     | 11  | Proton Competition        | 3:37.767  |             |             | 34      |
| 35    | LMP2     | 18  | IDEC Sport                | 3:37.940  |             |             | 35      |
| 36    | LMP2     | 9   | Iron Lynx-Proton          | 3:38.548  |             |             | 36      |
| 37    | LMP2     | 34  | Inter Europol Competition | 3:39.328  |             |             | 37      |
| 38    | LMP2     | 24  | Nielsen Racing            | 3:49.271  |             |             | 38      |
|       |          |     |                           |           |             |             |         |
| 39    | LMGT3    | 27  | Heart of Racing Team      | 3:57.083  | 3:54.718    | 3:52.789    | 39      |
| 40    | LMGT3    | 21  | Vista AF Corse            | 3:58.116  | 3:54.745    | 3:53.085    | 40      |
| 41    | LMGT3    | 46  | Team WRT                  | 3:56.875  | 3:54.345    | 3:54.966    | 41      |
| 42    | LMGT3    | 61  | Iron Lynx                 | 3:58.732  | 3:54.731    | 3:54.998    | 42      |
| 43    | LMGT3    | 92  | Manthey 1st Phorm         | 3:57.255  | 3:54.659    | 3:55.140    | 43      |
| 44    | LMGT3    | 81  | TF Sport                  | 3:57.690  | 3:54.646    | 3:55.740    | 44      |
| 45    | LMGT3    | 95  | United Autosports         | 3:58.977  | 3:55.186    | 3:55.965    | 45      |
| 46    | LMGT3    | 78  | Akkodis ASP Team          | 3:57.321  | 3:54.934    | 4:03.660    | 46      |
| 47    | LMGT3    | 193 | Ziggo Sport Tempesta      | 3:57.960  | 3:55.853    |             | 47      |
| 48    | LMGT3    | 87  | Proton Competition        | 3:57.827  | 3:56.160    |             | 48      |
| 49    | LMGT3    | 59  | United Autosports         | 3:58.106  | 3:56.171    |             | 49      |
| 50    | LMGT3    | 54  | Vista AF Corse            | 3:58.632  |             |             | 50      |
| 51    | LMGT3    | 77  | Proton Competition        | 3:59.004  |             |             | 51      |
| 52    | LMGT3    | 87  | Akkodis ASP Team          | 3:59.037  |             |             | 52      |
| 53    | LMGT3    | 57  | Kessel Racing             | 3:59.092  |             |             | 53      |
| 54    | LMGT3    | 31  | The Bend Team WRT         | 3:59.288  |             |             | 54      |
| 55    | LMGT3    | 10  | Racing Spirit of Leman    | 3:59.472  |             |             | 17      |
| 56    | LMGT3    | 85  | Iron Dames                | 4:00.026  |             |             | 56      |
| 57    | LMGT3    | 90  | Manthey                   | 4:00.450  |             |             | 57      |
| 58    | LMGT3    | 13  | AWA Racing                | 4:01.099  |             |             | 20      |
| 59    | LMGT3    | 150 | Richard Mille AF Corse    | No tempo  |             |             | 59      |
| 60    | LMGT3    | 33  | TF Sport                  | No tempo  |             |             | 60      |
| 61    | LMGT3    | 60  | Iron Lynx                 | No tempo  |             |             | 61      |
| 62    | LMGT3    | 63  | Iron Lynx                 | No tempo  |             |             | 62      |
| Note: |          |     |                           |           |             |             |         |

## Gara
| Pos  | Classe   | #   | Team                      | Piloti                                                          | Auto                         | Giri |
| ---- | -------- | --- | ------------------------- | --------------------------------------------------------------- | ---------------------------- | ---- |
| 1    | Hypercar | 83  | AF Corse                  | Philip Hanson Robert Kubica Ye Yifei                            | Ferrari 499P                 | 387  |
| 2    | Hypercar | 6   | Porsche Penske Motorsport | Matt Campbell Kévin Estre Laurens Vanthoor                      | Porsche 963                  | 387  |
| 3    | Hypercar | 51  | Ferrari AF Corse          | James Calado Antonio Giovinazzi Alessandro Pier Guidi           | Ferrari 499P                 | 387  |
| 4    | Hypercar | 12  | Cadillac Hertz Team Jota  | Alex Lynn Norman Nato Will Stevens                              | Cadillac V-Series.R          | 387  |
| 5    | Hypercar | 7   | Toyota Gazoo Racing       | Mike Conway Kamui Kobayashi Nyck de Vries                       | Toyota GR010 Hybrid          | 386  |
| 6    | Hypercar | 5   | Porsche Penske Motorsport | Julien Andlauer Michael Christensen Mathieu Jaminet             | Porsche 963                  | 386  |
| 7    | Hypercar | 38  | Cadillac Hertz Team Jota  | Earl Bamber Sébastien Bourdais Jenson Button                    | Cadillac V-Series.R          | 386  |
| 8    | Hypercar | 4   | Porsche Penske Motorsport | Felipe Nasr Nick Tandy Pascal Wehrlein                          | Porsche 963                  | 386  |
| 9    | Hypercar | 35  | Alpine Endurance Team     | Paul-Loup Chatin Ferdinand Habsburg Charles Milesi              | Alpine A424                  | 385  |
| 10   | Hypercar | 35  | Alpine Endurance Team     | Jules Gounon Mick Schumacher Frédéric Makowiecki                | Alpine A424                  | 384  |
| 11   | Hypercar | 94  | Peugeot TotalEnergies     | Loïc Duval Malthe Jakobsen Stoffel Vandoorne                    | Peugeot 9X8                  | 384  |
| 12   | Hypercar | 009 | Aston Martin THOR Team    | Roman De Angelis Alex Riberas Marco Sørensen                    | Aston Martin Valkyrie        | 383  |
| 13   | Hypercar | 99  | Proton Competition        | Neel Jani Nico Pino Nicolás Varrone                             | Porsche 963                  | 383  |
| 14   | Hypercar | 007 | Aston Martin THOR Team    | Tom Gamble Ross Gunn Harry Tincknell                            | Aston Martin Valkyrie        | 381  |
| 15   | Hypercar | 8   | Toyota Gazoo Racing       | Sébastien Buemi Brendon Hartley Ryō Hirakawa                    | Toyota GR010 Hybrid          | 380  |
| 16   | Hypercar | 93  | Peugeot TotalEnergies     | Paul di Resta Mikkel Jensen Jean-Éric Vergne                    | Peugeot 9X8                  | 379  |
| 17   | Hypercar | 93  | BMW M Team WRT            | Robin Frijns René Rast Sheldon van der Linde                    | BMW M Hybrid V8              | 375  |
| 18   | LMP2     | 43  | Inter Europol Competition | Tom Dillmann Jakub Śmiechowski Nick Yelloly                     | Oreca 07                     | 367  |
| 19   | LMP2     | 48  | VDS Panis Racing          | Oliver Gray Esteban Masson Franck Perera                        | Oreca 07                     | 367  |
| 20   | LMP2     | 199 | AO by TF                  | Dane Cameron Louis Delétraz P. J. Hyett                         | Oreca 07                     | 366  |
| 21   | LMP2     | 9   | Iron Lynx-Proton          | Macéo Capietto Reshad de Gerus Jonas Ried                       | Oreca 07                     | 365  |
| 22   | LMP2     | 29  | TDS Racing                | Mathias Beche Clément Novalak Rodrigo Sales                     | Oreca 07                     | 365  |
| 23   | LMP2     | 11  | Proton Competition        | René Binder Giorgio Roda Bent Viscaal                           | Oreca 07                     | 365  |
| 24   | LMP2     | 22  | United Autosports         | Pietro Fittipaldi David Heinemeier Hansson Renger van der Zande | Oreca 07                     | 364  |
| 25   | LMP2     | 25  | Algarve Pro Racing        | Lorenzo Fluxá Matthias Kaiser Théo Pourchaire                   | Oreca 07                     | 364  |
| 26   | LMP2     | 183 | AF Corse                  | António Félix da Costa François Perrodo Matthieu Vaxivière      | Oreca 07                     | 364  |
| 27   | LMP2     | 34  | Inter Europol Competition | Nick Boulle Luca Ghiotto Jean-Baptiste Simmenauer               | Oreca 07                     | 363  |
| 28   | LMP2     | 23  | United Autosports         | Ben Hanley Oliver Jarvis Daniel Schneider                       | Oreca 07                     | 363  |
| 29   | LMP2     | 16  | RLR M Sport               | Ryan Cullen Michael Jensen Patrick Pilet                        | Oreca 07                     | 362  |
| 30   | LMP2     | 45  | Algarve Pro Racing        | Nicky Catsburg George Kurtz Alex Quinn                          | Oreca 07                     | 362  |
| 31   | Hypercar | 15  | BMW M Team WRT            | Kevin Magnussen Raffaele Marciello Dries Vanthoor               | BMW M Hybrid V8              | 361  |
| 32   | LMP2     | 37  | CLX Pure Racing           | Tom Blomqvist Alex Malykhin Tristan Vautier                     | Oreca 07                     | 358  |
| 33   | LMGT3    | 92  | Manthey 1st Phorm         | Ryan Hardwick Richard Lietz Riccardo Pera                       | Porsche 911 GT3 R (992)      | 341  |
| 34   | LMGT3    | 21  | Vista AF Corse            | François Hériau Simon Mann Alessio Rovera                       | Ferrari 296 GT3              | 341  |
| 35   | LMGT3    | 81  | TF Sport                  | Rui Andrade Charlie Eastwood Tom van Rompuy                     | Chevrolet Corvette Z06 GT3.R | 341  |
| 36   | LMGT3    | 27  | Heart of Racing Team      | Mattia Drudi Ian James Zacharie Robichon                        | Aston Martin Vantage GT3 Evo | 341  |
| 37   | LMGT3    | 87  | Akkodis ASP Team          | José María López Clemens Schmid Petru Umbrărescu                | Lexus RC F GT3               | 340  |
| 38   | LMGT3    | 90  | Manthey                   | Antares Au Klaus Bachler Loek Hartog                            | Porsche 911 GT3 R (992)      | 340  |
| 39   | LMGT3    | 33  | TF Sport                  | Jonny Edgar Daniel Juncadella Ben Keating                       | Chevrolet Corvette Z06 GT3.R | 339  |
| 40   | LMGT3    | 57  | Kessel Racing             | Takeshi Kimura Daniel Serra Casper Stevenson                    | Ferrari 296 GT3              | 339  |
| 41   | LMGT3    | 77  | Proton Competition        | Ben Barker Bernardo Sousa Ben Tuck                              | Ford Mustang GT3             | 338  |
| 42   | LMGT3    | 13  | AWA Racing                | Matt Bell Orey Fidani Lars Kern                                 | Chevrolet Corvette Z06 GT3.R | 338  |
| 43   | LMGT3    | 150 | Richard Mille AF Corse    | Riccardo Agostini Custodio Toledo Lilou Wadoux                  | Ferrari 296 GT3              | 338  |
| 44   | LMGT3    | 61  | Iron Lynx                 | Martin Berry Lin Hodenius Maxime Martin                         | Mercedes-AMG GT3 Evo         | 337  |
| 45   | LMGT3    | 10  | Racing Spirit of Léman    | Eduardo Barrichello Derek DeBoer Valentin Hasse-Clot            | Aston Martin Vantage GT3 Evo | 336  |
| 46   | LMGT3    | 193 | Ziggo Sport Tempesta      | Eddie Cheever Chris Froggatt Jonathan Hui                       | Ferrari 296 GT3              | 335  |
| 47   | LMGT3    | 63  | Iron Lynx                 | Brenton Grove Stephen Grove Luca Stolz                          | Mercedes-AMG GT3 Evo         | 334  |
| 48   | LMGT3    | 85  | Iron Dames                | Sarah Bovy Rahel Frey Célia Martin                              | Porsche 911 GT3 R (992)      | 334  |
| NC   | LMGT3    | 59  | United Autosports         | Sébastien Baud James Cottingham Grégoire Saucy                  | McLaren 720S GT3 Evo         | 314  |
| Rit. | LMP2     | 28  | IDEC Sport                | Sebastián Álvarez Paul Lafargue Job van Uitert                  | Oreca 07                     | 308  |
| Rit. | LMGT3    | 78  | Akkodis ASP Team          | Finn Gehrsitz Jack Hawksworth Arnold Robin                      | Lexus RC F GT3               | 268  |
| Rit. | Hypercar | 311 | Cadillac Whelen           | Jack Aitken Felipe Drugovich Frederik Vesti                     | Cadillac V-Series.R          | 247  |
| Rit. | LMP2     | 18  | IDEC Sport                | Jamie Chadwick Mathys Jaubert André Lotterer                    | Oreca 07                     | 206  |
| Rit. | LMGT3    | 54  | Vista AF Corse            | Francesco Castellacci Thomas Flohr Davide Rigon                 | Ferrari 296 GT3              | 192  |
| Rit. | Hypercar | 101 | Cadillac WTR              | Filipe Albuquerque Jordan Taylor Ricky Taylor                   | Cadillac V-Series.R          | 189  |
| Rit. | LMP2     | 24  | Nielsen Racing            | Cem Bölükbaşı Colin Braun Naveen Rao                            | Oreca 07                     | 170  |
| Rit. | LMGT3    | 31  | The Bend Team WRT         | Timur Boguslavskiy Augusto Farfus Yasser Shahin                 | BMW M4 GT3                   | 168  |
| Rit. | LMGT3    | 46  | Team WRT                  | Ahmad Al Harthy Valentino Rossi Kelvin van der Linde            | BMW M4 GT3                   | 156  |
| Rit. | LMGT3    | 95  | United Autosports         | Sean Gelael Darren Leung Marino Satō                            | McLaren 720S GT3 Evo         | 80   |
| Rit. | LMGT3    | 60  | Iron Lynx                 | Andrew Gilbert Lorcan Hanafin Fran Rueda                        | Mercedes-AMG GT3 Evo         | 57   |
| Rit. | LMGT3    | 88  | Proton Competition        | Stefano Gattuso Giammarco Levorato Dennis Olsen                 | Ford Mustang GT3             | 46   |
| DSQ  | Hypercar | 50  | Ferrari AF Corse          | Antonio Fuoco Miguel Molina Nicklas Nielsen                     | Ferrari 499P                 | 387  |